# Montes Claros de Goiás
| Montes Claros de Goiás            | Montes Claros de Goiás               |
| --------------------------------- | ------------------------------------ |
|                                   |                                      |
| Wappen                            | Flagge                               |
| Wappen von Montes Claros de Goiás | Flagge von Montes Claros de Goiás    |
| Karte                             |                                      |
|                                   |                                      |
| Basisdaten                        |                                      |
| Staat:                            | Brasilien (BRA)                      |
| Bundesstaat:                      | Goiás (GO)                           |
| Mesoregion:                       | Nordwest-Goiás                       |
| Mikroregion:                      | Aragarças                            |
| Geografische Lage:                | 16° 0′ S, 51° 24′ W                  |
| Distanz zu Goiânia:               | 273 km                               |
| Zeitzone:                         | UTC-3                                |
| Höhe:                             | 472 m ü. NN                          |
| Fläche:                           | 2.899,177 km²                        |
| Einwohner:                        | 8.000                                |
| Bevölkerungsdichte:               | 2,8 Einwohner / km²                  |
| Telefonvorwahl:                   | +5562                                |
| Postleitzahl (CEP):               | 76255-000                            |
| Adresse der Gemeindeverwaltung:   |                                      |
| Offizielle Website:               |                                      |
| Jahrestag:                        | 23. Oktober                          |
| Gemeindegründung:                 | 1963                                 |
| Politik                           |                                      |
| Bürgermeister:                    | José Vilmar Maciel (PP), (2009–2012) |

Montes Claros de Goiás ist eine brasilianische politische Gemeinde und ein Distrikt im Bundesstaat Goiás. Sie liegt westlich der brasilianischen Hauptstadt Brasília und westnordwestlich von Goiânia, der Hauptstadt des Bundesstaates.
Weitere Distrikte im Gemeindegebiet sind Aparecida do Rio Claro, Registro do Araguaia und Lucilândia.

## Geographische Lage
Montes Claros de Goiás grenzt
- im Nordosten an die Gemeinde Jussara
- im Osten an Fazenda Nova und Jaupaci
- im Süden an Diorama
- im Südwesten an Arenópolis
- im Westen an Bom Jardim de Goiás und Aragarças
- im Nordwesten an Araguiania MG